# St. Martin (Obergünzburg)

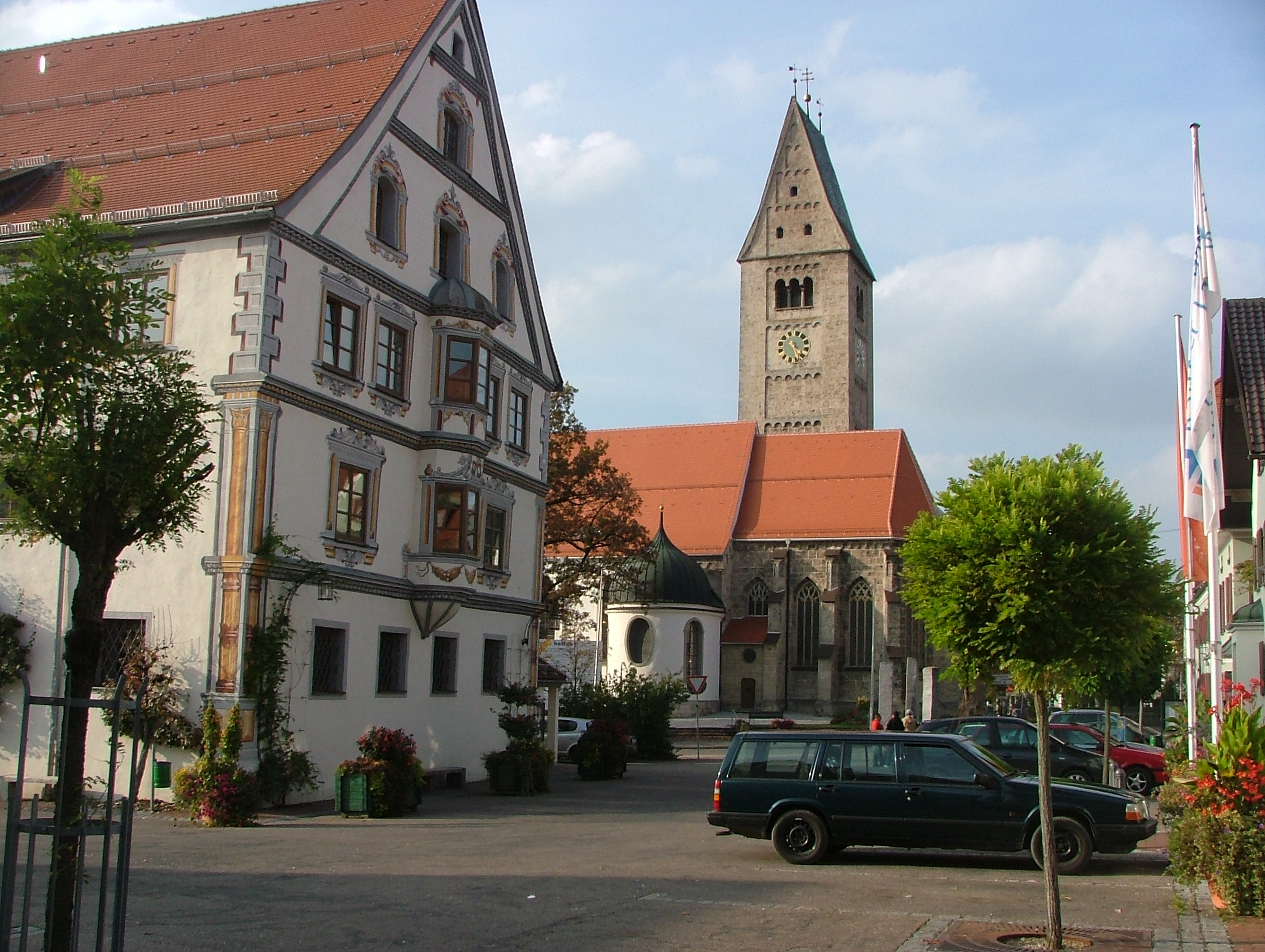
St. Martin in Obergünzburg

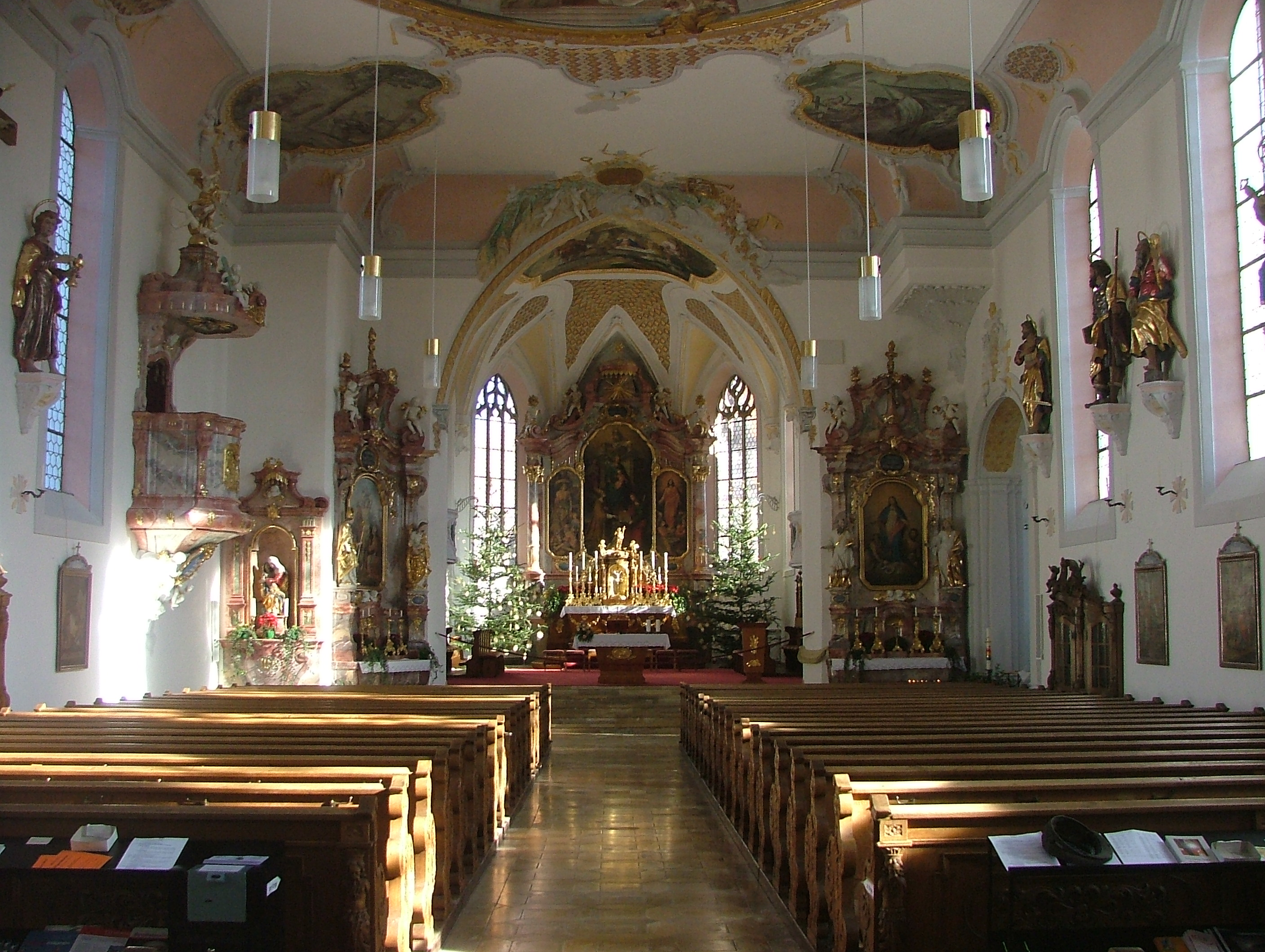
Innenraum

St. Martin ist eine römisch-katholische Pfarrkirche in Obergünzburg, einem Markt im schwäbischen Landkreis Ostallgäu in Bayern. Das denkmalgeschützte Bauwerk ist in der Liste der Baudenkmäler in Obergünzburg unter der Nr. D-7-77-154-17 eingetragen. Das Patrozinium hat Martin von Tours

## Beschreibung
Die Saalkirche wurde im Kern in der Mitte des 15. Jahrhunderts erbaut und nach einem Brand von 1560 wieder aufgebaut. Sie besteht aus einem Langhaus, das 1923 nach Westen verlängert wurde, auf dessen Satteldach Fledermausgauben untergebracht sind, mit einem eingezogenen, dreiseitig geschlossenen, von Strebepfeilern gestützten, unverputzten Chor im Osten und einem ebenfalls unverputzten Chorflankenturm an der Nordwand des Chors, die mit Bogenfriese verziert sind, die auch unter der Dachtraufe des Langhauses vorhanden sind. Das oberste Geschoss des Chorflankenturms beherbergt den Glockenstuhl mit sechs Kirchenglocken, das Geschoss darunter die Turmuhr. Im Westen des Langhauses befinden sich beidseitig Oratorien, an der Südostecke eine halbkreisförmig geschlossene, mit einer Pendentifkuppel bedeckte Kapelle nach einem Entwurf von Johann Jakob Herkomer, unter der sich eine Gruft befindet. 
Der Innenraum des Langhauses ist mit einer Flachdecke überspannt, der des Chors mit einem Stichkappengewölbe. Die Fresken und die Deckenmalerei im Langhaus hat 1779 Johann Michael Koneberg gestaltet. Die Statuen der Apostel wurden 1706 von Hans Ludwig Ertinger geschaffen. Die Kreuzigungsgruppe von 1719/23 stammt von Franz Ferdinand Ertinger. Die Orgel mit 35 Registern, drei Manualen und einem Pedal wurde 1930 von den Gebrüdern Hindelang gebaut.